# كارلوس بولسونارو
كارلوس بولسونارو (من مواليد 7 ديسمبر 1982) المعروف أيضًا باسم كارلوكسو سياسي برازيلي والابن الثاني لرئيس البرازيل الثامن والثلاثين جايير بولسونارو.
تخرج في علوم الطيران من جامعة إستاسيو دي سا، وكان عضو مجلس محلي في غرفة بلدية ريو دي جانيرو منذ عام 2001، كونه منتسبًا إلى الحزب المسيحي الاجتماعي.
إخوته هم فلافيو بولسونارو عضو الجمعية التشريعية لريو دي جانيرو من عام 2003 حتى عام 2019، وحاليًا عضو مجلس الشيوخ الفيدرالي للبرازيل، وإدواردو بولسونارو عضو مجلس النواب منذ عام 2015.
في عام 2000 كان كارلوس بولسونارو أصغر عضو مجلس محلي منتخب في تاريخ البرازيل، بعد أن حصل على 16.053 صوتًا. في عام 2016 أعيد انتخابه لولاية خامسة حيث كان الأكثر تصويتًا بأغلبية 106.657 صوتًا.